# Tranvia della Val Trompia
La tranvia Brescia-Gardone Val Trompia era una linea tranviaria interurbana della rete provinciale bresciana che univa la città di Brescia al comune di Gardone Val Trompia.
Fra il 1910 e 1934 fu prolungata fino a Tavernole sul Mella ed è altresì nota come tranvia della Val Trompia.

## Storia

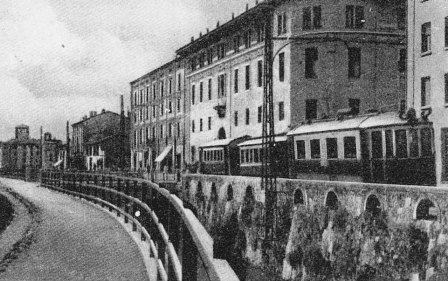
Brescia, via Trento con il tram per Gardone

Alla fine degli anni settanta dell'Ottocento, furono proposti alla Deputazione provinciale diversi progetti che miravano a collegare Brescia alle industrie della Valtrompia. Tra le intenzioni dell'amministrazione provinciale c'era quello di sviluppare le industrie armiere e siderurgiche già esistenti e di migliorare il flusso di passeggeri da e verso la città e una tranvia sembrava l'infrastruttura più adatta. Molti progetti furono rifiutati, perché poco corrispondenti alle intenzioni della provincia.
La proposta dell'Ing. Corti, presentata in data 23 aprile 1879 per tranvia Brescia-Gardone Val Trompia, che avrebbe potuto estendersi in futuro verso Tavernole e Bovegno, incontrò i favori della Deputazione la quale gli rilasciò la concessione. L'accordo prevedeva che l'amministrazione provinciale si impegnasse a ristrutturare completamente la strada tra le due località, mentre Corti avrebbe costruito la linea e l'avrebbe messa in esercizio.
Il passaggio della concessione dall'ingegnere milanese alla Tramways à Vapeur de la Province de Brescia, accelerò la costruzione della linea che fu inaugurata ufficialmente il 20 febbraio 1882. Il servizio fu aperto al pubblico il giorno successivo, ma fu sospeso dopo qualche settimana a causa dei danni che le piogge autunnali provocarono ai ponti sul Mella.
A seguito di questi eventi, nel corso del 1883, l'amministrazione provinciale deliberò spese di miglioramento dell'intera strada e per la ricostruzione del ponte di Pregno così che l'esercizio regolare riprese nel corso del 1884. Durante gli anni successivi, le principali industrie della valle costruirono dei raccordi con la tranvia. L'incremento del traffico merci che ne conseguì, saturò ben presto le capacità della linea e si iniziò a discutere sulla congruità di una ferrovia che la potesse sostituire.
Dopo la seconda metà degli anni ottanta del XIX secolo su richiesta del comune di Brescia fu attivato un servizio di tram a trazione equina sul tronco Porta Trento-Stocchetta.
Tra il 1898 e il 1900, la Provincia si accordò con la Tramways à Vapeur per la prosecuzione della tranvia fino a Tavernole e il suo altoforno. La prima si impegnava a ristrutturare la strada, secondo le esigenze tranviarie, prorogando la concessione della seconda dal 1929 al 1932. Il progetto fu realizzato a rilento, perché sia la società belga preferirono dare la precedenza al prolungamento per Toscolano della tranvia della Riviera: nell'aprile del 1906 fu aperto il tratto fino a Brozzo, mentre solo il 2 agosto 1909 fu aperto il tratto fino a Tavernole, dopo dieci anni di lavori.

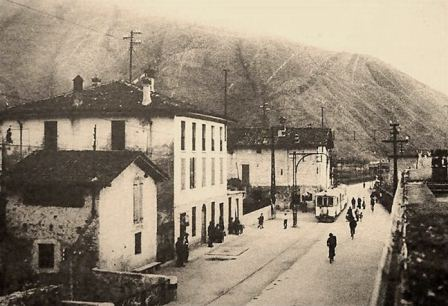
Sarezzo con tram

Nel frattempo ci fu il passaggio della concessione dalla Compagnie Generale alla Società Elettrica Bresciana (1907). Quest'ultima si impegnò ad elettrificare il tratto urbano della tranvia, fino alla frazione Stocchetta, mentre era sua convinzione spostare il traffico merci e passeggeri dalla Stocchetta a Gardone sulla ferrovia che era in progetto.
Nell'aprile 1904, si era infatti costituito il Comitato promotore per la ferrovia Brescia-Gardone. La SEB si era impegnata ad assumere la gestione della nuova linea ferroviaria allo scopo iniziale di utilizzarla per il trasporto di merci, mentre il tram avrebbe espletato il servizio passeggeri. Successivamente, gli oneri relativi al mantenimento di due linee parallele, convinsero la SEB a progettare il disarmamento della tranviaria.
Il 2 agosto 1907 fu inaugurata la trazione elettrica Brescia – Stocchetta. Le elettromotrici utilizzate furono a due assi da 42 posti complessivi.
Il progetto della ferrovia negli anni dieci divenne sempre meno concreto nonostante la Provincia avesse disposto un sussidio di 400.000 Lire. La richiesta dello Stato di avere il 30 per cento degli utili lordi d'esercizio, convinsero la SEB a ritirare la richiesta di concessione.
La società elettrica si impegnò quindi ad elettrificare il resto della linea. A gennaio 1913 le motrici elettriche arrivarono fino a Concesio, mentre il 31 ci fu la comunicazione ufficiale del concessionario al prolungamento della trazione elettrica fino a Gardone. La SEB si impegnava inoltre al rinnovo del materiale rotabile e delle rotaie. La nuova linea fu inaugurata il 10 novembre 1913.
Il 1º aprile 1921 fu inaugurato il tratto elettrificato fino a Tavernole. Nonostante la provincia si fosse impegnata a sussidiare la costruzione della Tavernole-Bovegno e a sistemare la strada, la SEB non ritenne economico effettuare il prolungamento. L'anno successivo ci fu il passaggio della concessione dalla società elettrica alla sua collegata: la Tramvie Elettriche Bresciane.
Nel 1934 il traffico fra Gardone-Tavernole, ritenuto non più economico, fu sospeso e sostituito con autoservizi. Nel 1938 la provincia procedette alla rimozione dei binari.
La restante linea rimase attiva fino all'aprile del 1954, mentre il suo disarmamento avvenne nel corso del 1956.

## Caratteristiche
| Unknown route-map component "uexKBHFa" |

| Unknown route-map component "uexBHF" |

| Unknown route-map component "uexBHF" |

| Unknown route-map component "uexHST" |

| Unknown route-map component "uexHST" |

| Unknown route-map component "uexBHF" |

| Unknown route-map component "uexHST" |

| Unknown route-map component "uexHST" |

| Unknown route-map component "uexHST" |

| Unknown route-map component "uexhKRZWae" |

| Unknown route-map component "uexBHF" |

| Unknown route-map component "uexHST" |

| Unknown route-map component "uexBHF" |

| Unknown route-map component "uexhKRZWae" |

| Unknown route-map component "uexHST" |

| Unknown route-map component "uexHST" |

| Unknown route-map component "uexHST" |

| Unknown route-map component "uexhKRZWae" |

| Unknown route-map component "uexBHF" |

| Unknown route-map component "uexHST" |

| Unknown route-map component "uexHST" |

| Unknown route-map component "uexHST" |

| Unknown route-map component "uexHST" |

| Unknown route-map component "uexBHF" |

| Unknown route-map component "uexDST" |

| Unknown route-map component "uexHST" |

| Unknown route-map component "uexHST" |

| Unknown route-map component "uexHST" |

| Unknown route-map component "uexHST" |

| Unknown route-map component "uexBHF" |

| Unknown route-map component "uexHST" |

| Unknown route-map component "uexBHF" |

| Unknown route-map component "uexHST" |

| Unknown route-map component "uexBHF" |

| Unknown route-map component "uexSTR+l" | Unknown route-map component "uexKRZ" | Unknown route-map component "uexCONTfq" |

| Unknown route-map component "uexBHF" | Unknown route-map component "uexBHF" |  |

| Unknown route-map component "uexCONTgq" | Unknown route-map component "uexABZqr" | Unknown route-map component "uexABZg+r" |  |  |

| Unknown route-map component "uexBHF" |

| Unknown route-map component "uexCONTgq" | Unknown route-map component "uexKRZ" | Unknown route-map component "uexCONTfq" |

| Unknown route-map component "uexBHF" |

|  |  | Unknown route-map component "uexABZg+l" | Unknown route-map component "uexCONTfq" |  |

|  | Unknown route-map component "uexLSTR+l" | Unknown route-map component "uexABZg+r" | Unknown route-map component "STR+l" | Unknown route-map component "CONTfq" |

|  | Unknown route-map component "uexLSTR" | Unknown route-map component "uexBHF" | Station on track |  |

|  | Unknown route-map component "uexABZgl" | Unknown route-map component "uexKRZo" | Unknown route-map component "emKRZo" | Unknown route-map component "uexCONTfq" |

|  | Unknown route-map component "uexSTRl" | Unknown route-map component "uexKRZ+xr" | Unknown route-map component "emKRZ" | Unknown route-map component "uexCONTfq" |

|  |  | Unknown route-map component "uexmABZg+l" | Unknown route-map component "eABZgr" |  |

|  |  | Unknown route-map component "uexKDSTe" | Unknown route-map component "ABZgl" | Unknown route-map component "CONTfq" |

|  |  | Continuation forward |

La tranvia era a binario unico, armata con rotaie Vignoles. Lo scartamento adottato era quello standard di 1445 mm.
Il servizio inizialmente fu espletato da locomotive Krauss. Con l'elettrificazione della linea a corrente continua da 1200 Volt, furono impiegate elettromotrici a due o quattro assi di ignoto produttore le quali avevano una potenza di 45 e di 75 cavalli ed erano dotate di impianto frenante Westinghouse.
Durante il processo di elettrificazione si rinnovò l'armamento. Furono applicate rotaie Vignoles da 22 kg/m sul tronco Brescia-Stocchetta e 23 kg/m sul restante tronco.

### Percorso

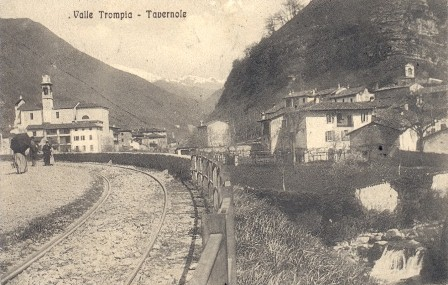
Primo piano della tranvia a Tavernole

La stazione di testa era ubicata nei pressi della stazione ferroviaria su un terreno di proprietà della TPB. La tranvia percorreva la strada in direzione di Porta San Nazzaro e lasciava alla sua sinistra i binari delle tranvie per Soncino e per Ostiano e alla sua destra il binario della tranvia Brescia-Salò-Gargnano.
Dopo Porta San Nazzaro/Piazza della Repubblica, la linea percorreva la strada di circonvallazione giungendo nei pressi di Porta Milano, dove si trovava una fermata facoltativa, oltre la quale la linea attraversava a raso la tranvia Porta Milano-Porta Venezia della rete tranviaria cittadina. Proseguendo lungo la circonvallazione, nei pressi di Canton d'Albera – il cantone nordovest della cinta muraria – la linea affiancava la tranvia Brescia-Cellatica-Gussago che, fino al 1928, aveva capolinea presso un raddoppio a Porta Trento, separato da quello della tranvia della Val Trompia. Dopo Porta Trento, la linea s'immetteva sulla strada nazionale per il Caffaro sulla riva destra del Garza, attraversando l'abitato di Borgo Trento e poi la località Grazzine. All'altezza di via dell'Arsenale si trovava la fermata di Crocevia Mompiano e, in località Conicchio, al bivio fra la strada nazionale e la carrabile per Val Trompia, si trovava la fermata di Crocevia Nave.

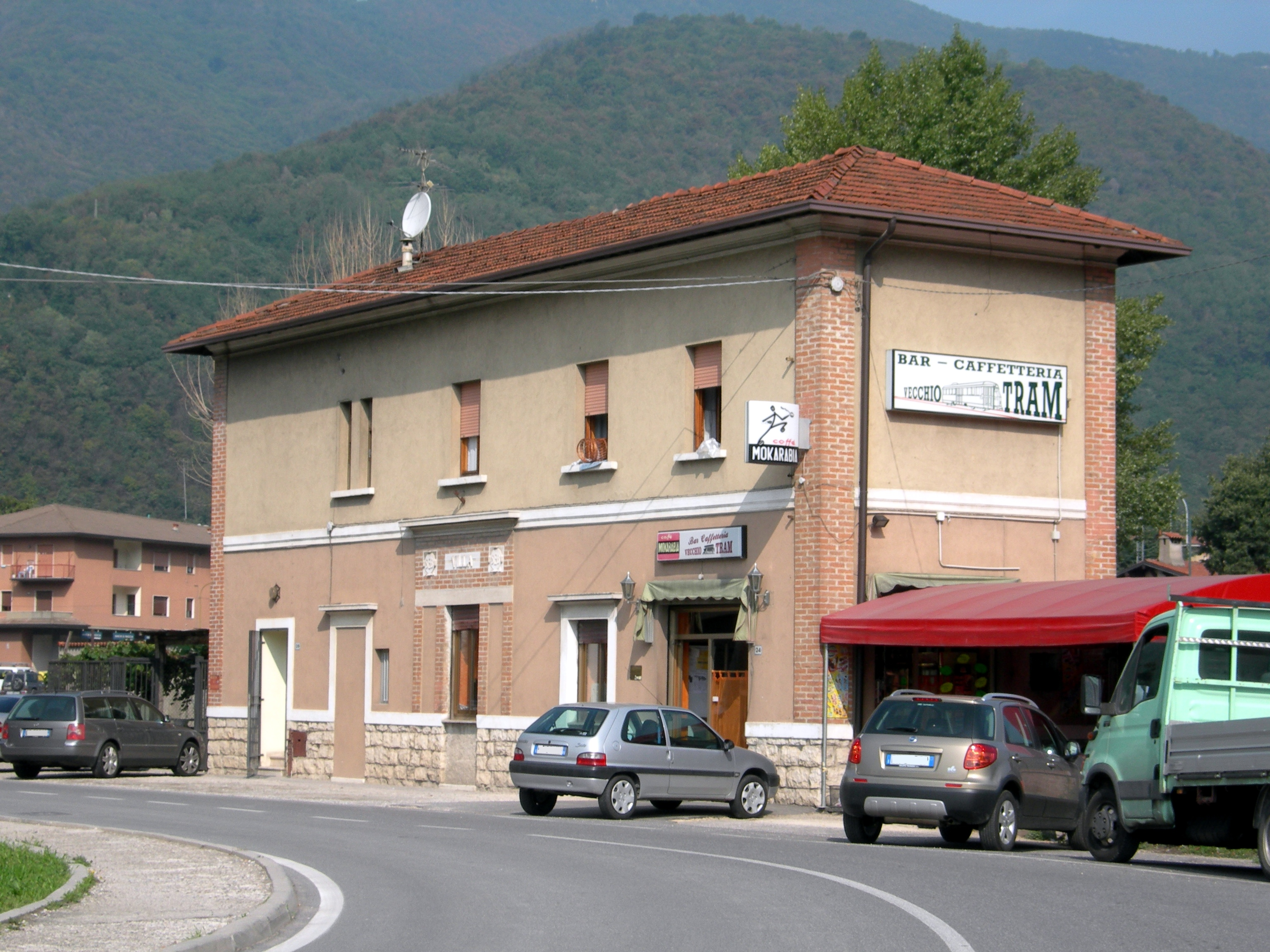
Stazione tranviaria di Villa Cogozzo nel 2007, prima della demolizione

Abbandonata la strada nazionale, la tranvia risaliva la strada della Val Trompia (ora Strada provinciale SP 345 delle Tre Valli) attraversando gli abitati di Concesio, Pregno e Villa. Nei pressi del crocevia sulla strada che porta a Lumezzane si trovava l'omonima stazione tranviaria.
Sempre risalendo la provinciale, la tranvia giungeva a Sarezzo, Zanano, Ponte Zanano e Gardone Val Trompia, dove nei pressi della piazza Garibaldi si trovava la stazione tranviaria. L'impianto, capolinea fino al 1906, era dotato di scalo merci con magazzino e rimessa locomotive.
Dopo il 1906, fu aperto il tracciato per Brozzo: la tranvia prima di arrivare al nuovo capolinea serviva gli abitati di Inzino e Marcheno. Dall'aprile 1910 fu aperto anche il tracciato fino a Tavernole sul Mella: la tranvia attraversava l'abitato di quest'ultimo paese e terminava poco più a nord, nei pressi dell'Altoforno.